# Black Tongue
Black Tongue ist eine britische Deathcore-Band aus Kingston upon Hull.

## Geschichte
Die Band wurde im Januar 2013 von den Mitgliedern Alex Teyen, Eddie Pickard, Aaron Kitcher, James Harrison und Lloyd Newton gegründet. Ihre Debüt-EP Falsifier erschien 2013 und bekam überwiegend gute Kritiken. 2014 veröffentlichten sie die zweite EP Born Hanged. 2014 erschien die Zusammenstellung Born Hanged – Falsifier aus ihren beiden EPs, 2015 das Album The Unconquerable Dark.
Das zweite Album Nadir wurde am 31. Oktober 2018 veröffentlicht.

## Diskografie

### Studioalben
- 2014: Born Hanged - Falsifier
- 2015: The Unconquerable Dark
- 2018: Nadir

### EPs
- 2013: Falsifier
- 2014: Born Hanged